# Гипподамия (жена Пирифоя)
Гипподамия (др.-греч. Ἱπποδάμεια), либо Дейдамия, Деидамия — персонаж древнегреческой мифологии.
Жена Пирифоя, мать Полипета. На её свадьбе произошла знаменитая кентавромахия (битва лапифов с кентаврами). В ней участвовали Тесей и другие герои, приглашенные на свадьбу.
Дочь Бута из Фессалии, либо дочь Атрака. По версии, дочь Адраста.